# Arequipas historiska centrum
Arequipas historiska centrum listades år 2000 av Unesco som kulturellt världsarv.
Världsarvskommitténs motivering lyder:
| ” | Arequipas historiska centrum är ett exempel på ornamenterad arkitektur, som representerar ett mästerverk av den kreativa föreningen mellan Europeisk och inhemska särdrag. En kolonial stad utmanad av naturens villkor, de inhemska influenserna, erövringsprocessen och evangelism såväl som för ett spektakulär naturligt scenario | „ |

## Beskrivning
Världsarvet utgörs bland annat av de vita byggnaderna i stans historiska centrum. Husen är byggda av en vulkanisk sten, kallad sillar, som är rikt förekommande i regionen. De har också gett smeknamnet åt staden ”Den vita staden” (’’La Ciudad Blanca’’). Byggnaderna representerar europeisk och inhemska byggnadstekniker och särdrag, uttryckta i det beundransvärda arbetet av koloniala mästare och Criollo samt Indiska stenhuggare. Kombinationen av olika influenser illustreras genom stadens robusta murar, valvgångar och valv, gårdsytor och öppna områden, och fasadernas intrikata barockdekorationer.

## Galleri

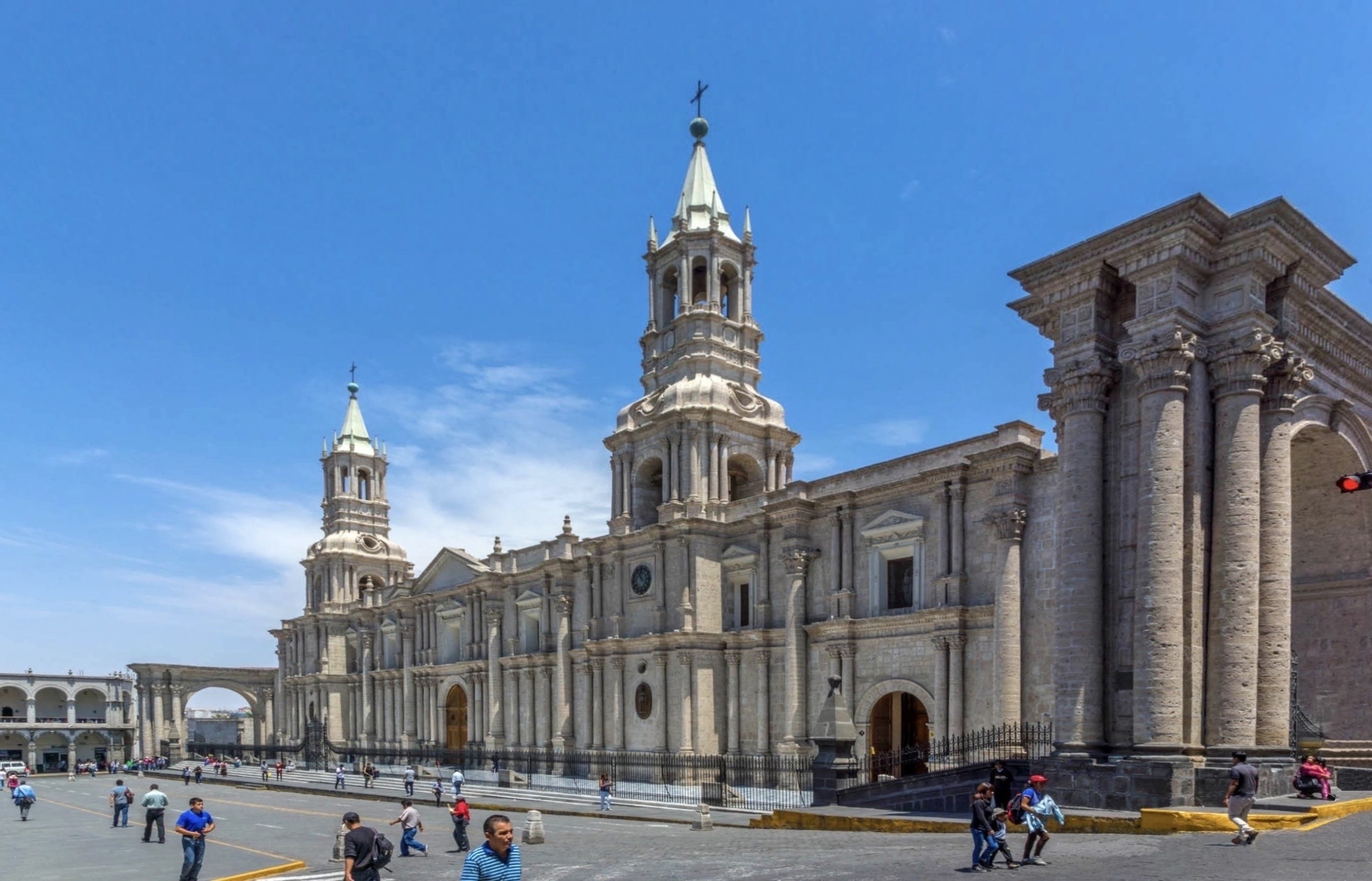
Katedralen i Arequipa.
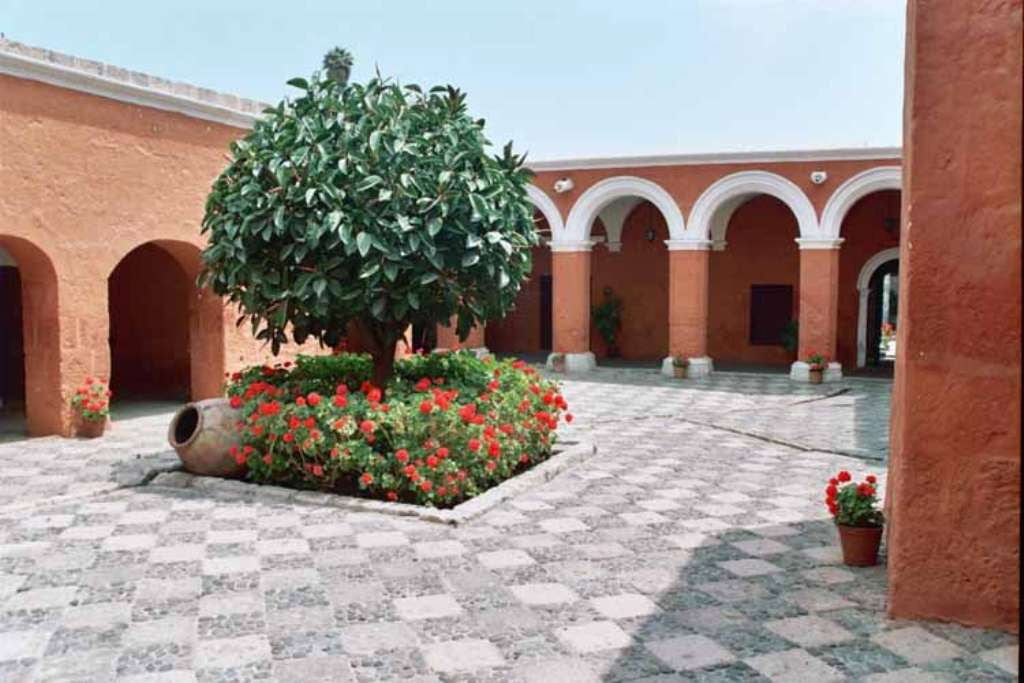
Santa Catalina Monastery
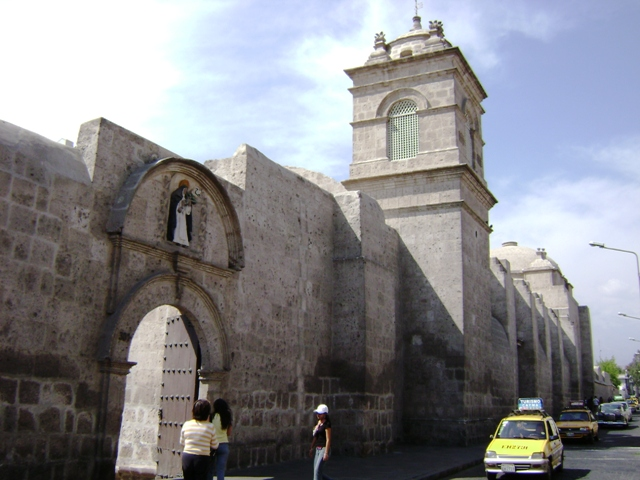
Santa Catalina Monastery
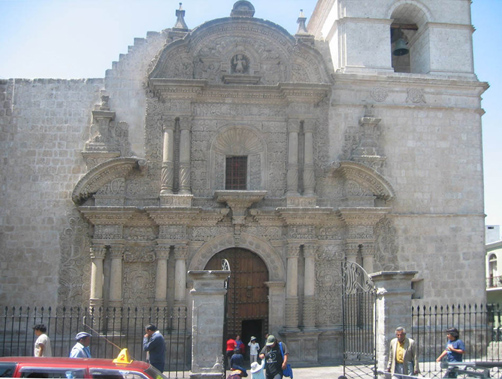
Claustros de La Compañía
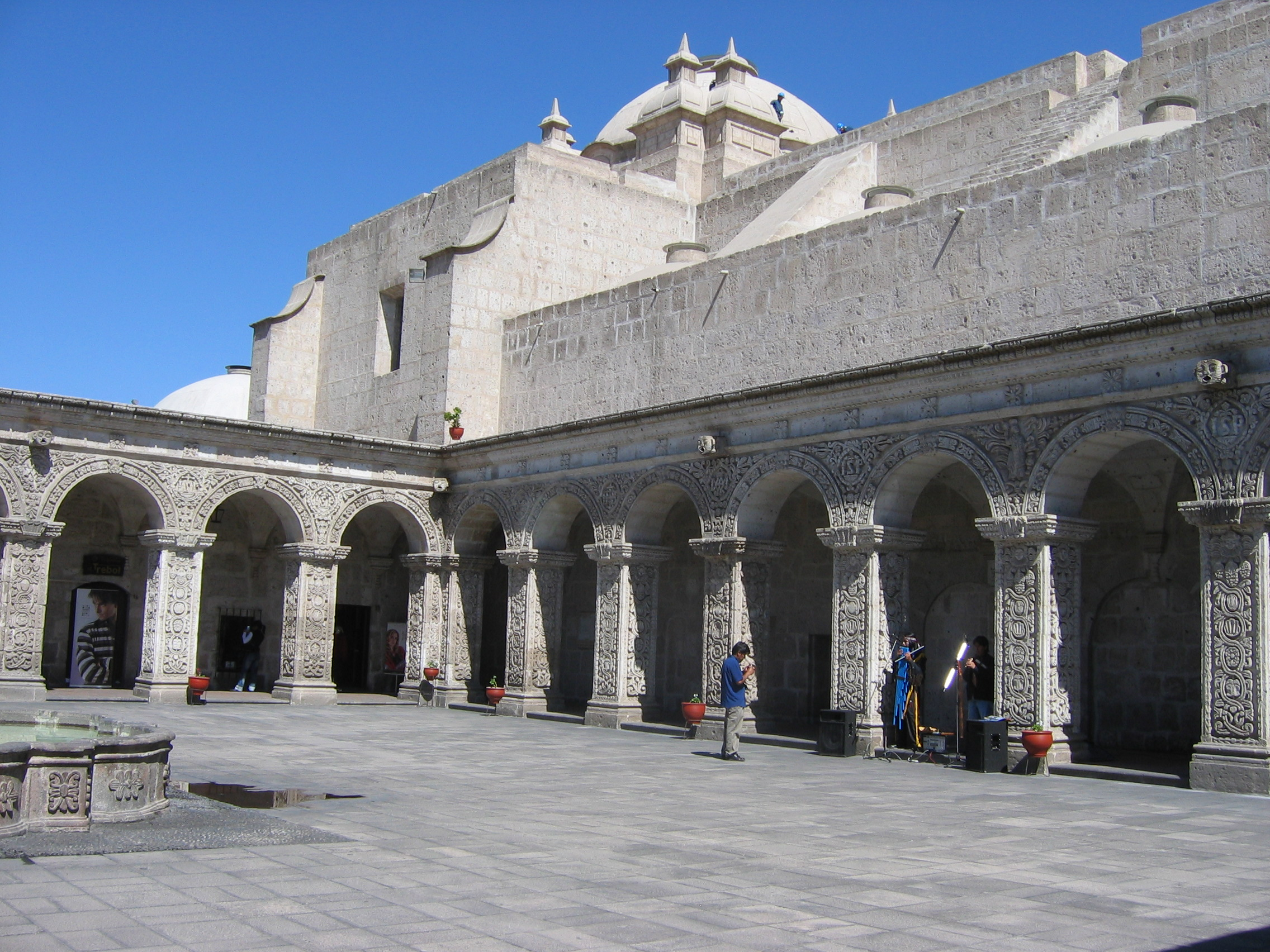
Claustros de La Compañía
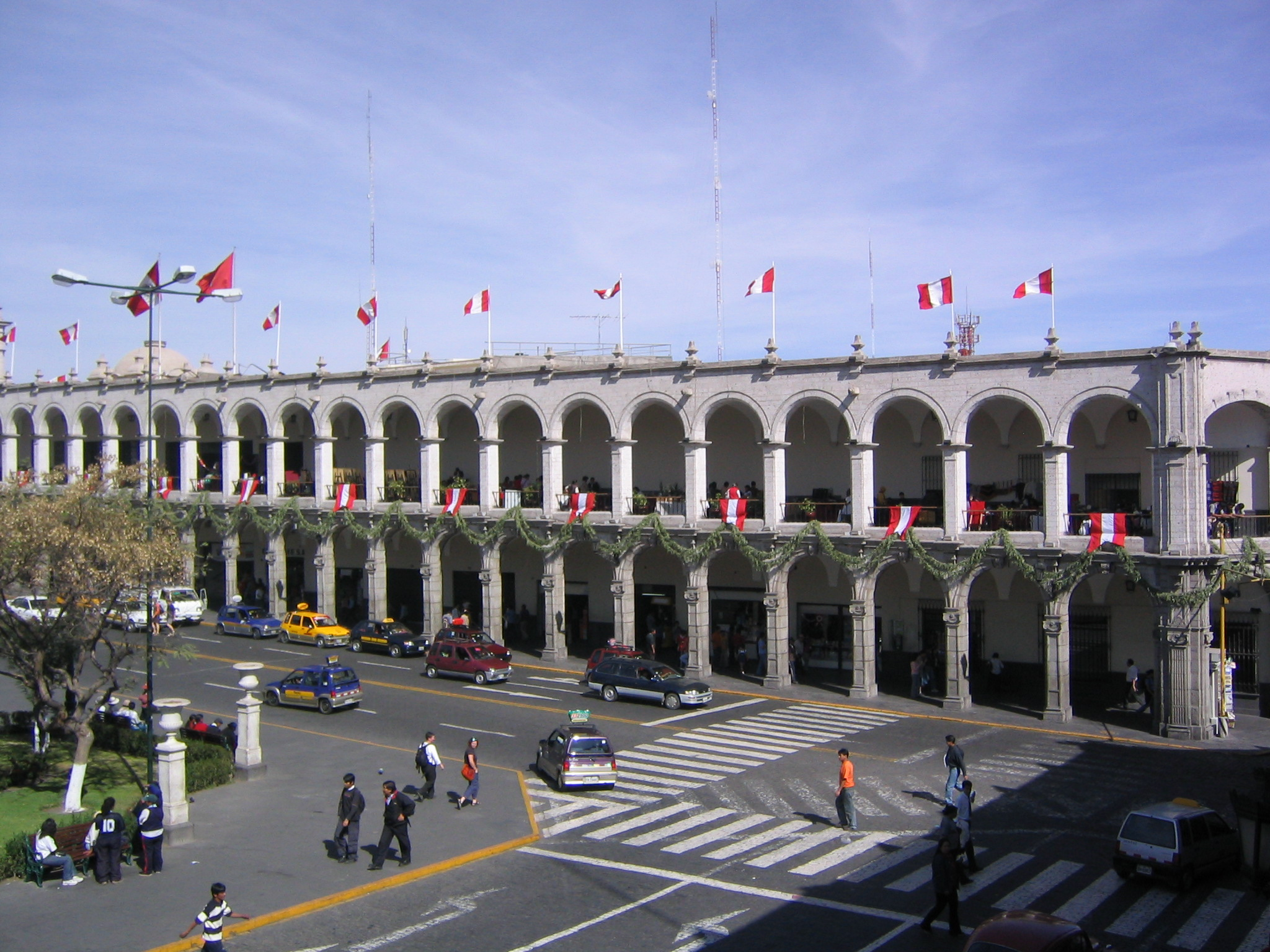
Plaza de Armas
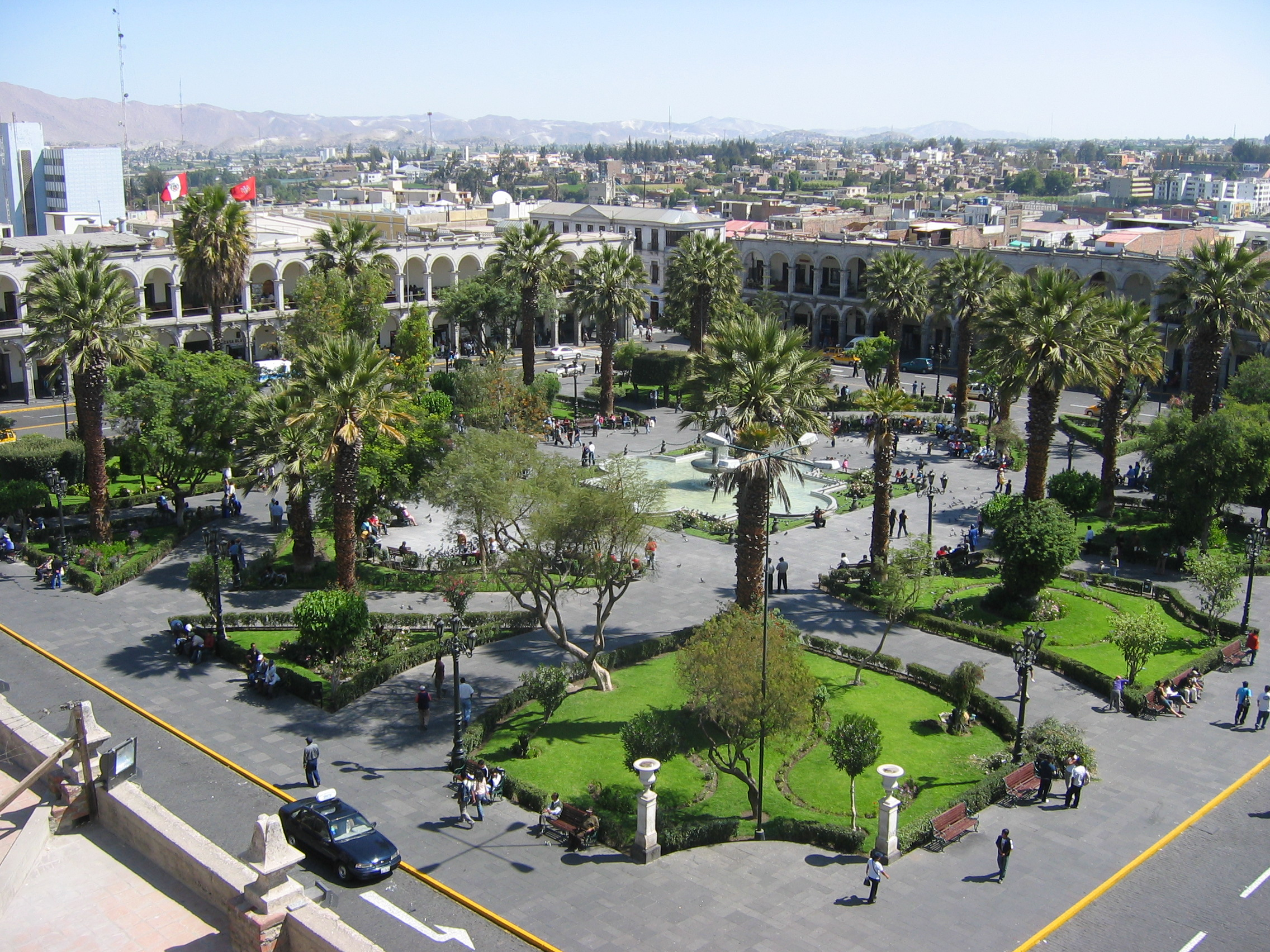
Plaza de Armas